# Oscar E. Bosetti
Oscar Enrique Bosetti (Buenos Aires, 28 de enero de 1955) es un periodista, presentador, investigador y profesor argentino.
Es considerado como uno de los más grandes conocedores acerca de la Historia de la radio argentina.
Actualmente está al frente del programa Tramas en distintas estaciones de radio del país. También es profesor universitario en distintas casas de altos estudios.

## Biografía
Engresado en 1978 de la Facultad de Filosofía y Letras de la Universidad de Buenos Aires, durante su carrera formó parte de Radio Belgrano, Radio Splendid, Radio General Urquiza y Radio Rivadavia, entre otras.
En 1999 participó de un programa especial de la señal TV Quality acerca de la historia de la radio.
Entre 2002 y 2006 fue Subsecretario de Medios de la Universidad Nacional de Buenos Aires. Y además fue uno de los fundadores y coordinador general de Radio UBA.
También fundó la Agencia Radiofónica de Comunicación de la Universidad Nacional de Entre Ríos.

## Trayectoria

### Radio
Radio Nacional
- Raíces[6]

Radio UBA + Radio Ciudad + Radio Cooperativa AM 740
- Encrucijadas[7][8][9]

Radio UBA + Somos Radio + En Tránsito FM 93.9 + Radio Ahijuna FM 94.7
- Tramas[10][11]

### Academia
Universidad de Buenos Aires
- Docente del taller de radio en la carrera de Ciencias de la Comunicación

ETER
- Docente de varias cátedras[12][13]

Universidad Nacional de Quilmes
- Docente de grado y postgrado

Universidad Nacional de Entre Ríos
- Docente de grado y postgrado

Universidad Nacional del Litoral
- Docente de grado y postgrado

Universidad Nacional de General San Martín
- Docente de grado y postgrado

Universidad de Ciencias Empresariales y Sociales
- Titular en varias cátedras de la Licenciatura en Comunicación Social
- Vicedirector de la Licenciatura en Periodismo

### Libros
- Radiofonías: Palabras y sonidos de largo alcance (1993)
- Las tres frecuencias didácticas del dial radiofónico (1997)
- Las charlas radiofónicas de Discepolín: Un caso de periodismo radiofónico cultural (1999)